# Tetera

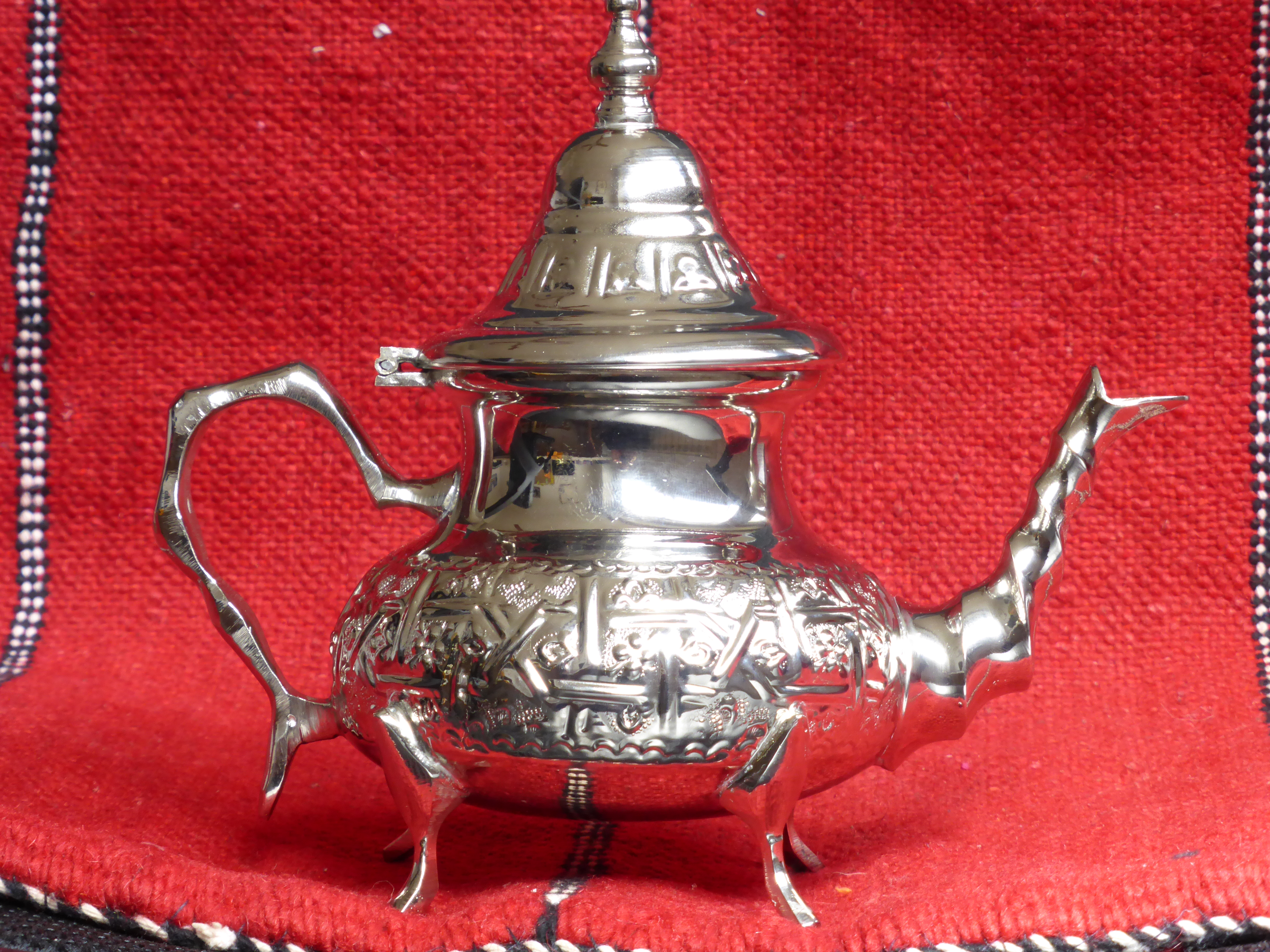
Tetera fabricada en Marruecos, en alpaca. Tradicionalmente se usa para servir té verde con hierbabuena (Mentha spicata).

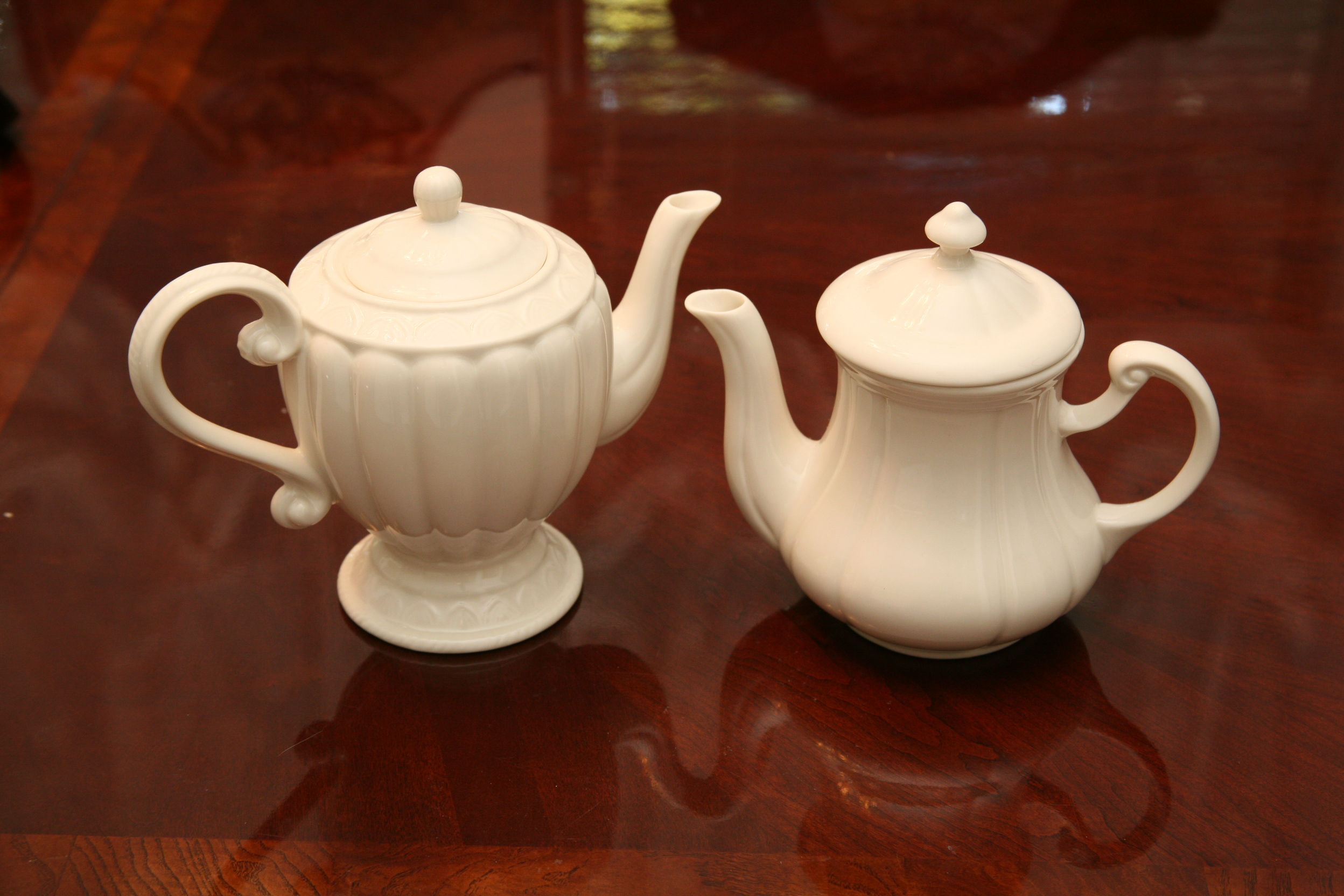
Teteras victorianas

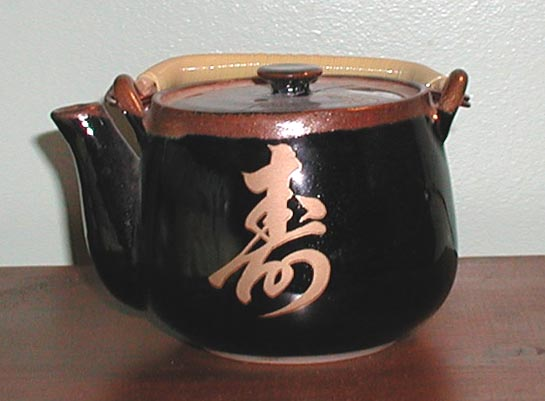
Tetera japonesa

Una tetera es el recipiente donde se hierve el té (u otras infusiones) mediante aplicación directa de una fuente de calor. También es el recipiente que se utiliza para servirlo posteriormente en tazas o vasos.  Suele ser una vasija de metal, porcelana, loza o barro provista de tapadera y de un pico con colador interno o externo.
En este tipo de recipiente se pueden añadir las hojas del té directamente o mediante una bolsa de té. Después se añade el agua y se espera a que esta se caliente o hierva, dependiendo del tipo de té o infusión. 

## Teteras en los medios

### Teteras en software
La tetera de Utah es una referencia estándar al diseño de objetos en la comunidad de diseño de gráficos por computadora. Es muy comparable con el Hello, World! (¡Hola, mundo!) empleado en el mundo de la informática para la explicación simple de rutinas y programas a los iniciados. Este tipo de tetera se puede encontrar en paquetes gráficos tales como AutoCAD, POV-Ray, OpenGL, Direct3D y 3D Studio Max. 

### Canción de la tetera
The Teapot Song es una popular canción infantil estadounidense que habla sobre una tetera lista.

## Tipos de tetera
Según el material del que este hecho la tetera, se pueden clasificar en diferentes tipos, cada una con sus características propias.

### Teteras de metal
Las teteras de metal están hechas para aguantar mucho tiempo y para darles un uso muy continuado. No obstante, se puede encontrar con el problema de que el té coge el sabor a metal.

### Teteras de porcelana
Las teteras de porcelana mantienen el té caliente bastante tiempo. Normalmente son de un diseño muy tradicional y hay que tener mucho cuidado porque son muy frágiles.

### Teteras de cerámica
La cerámica, a diferencia de otros tipos de materiales, no permite que se puedan poner las teteras directamente en el fuego. Por esto mismo, este tipo se utiliza para dejar el té reposando una vez que ya se ha calentado en el fuego. Hay que tener mucho cuidado con ellas, ya que es un material bastante frágil.

### Teteras de vidrio
Las teteras de cristal son de los mejores tipos de tetera que se pueden encontrar, ya que permiten observar el proceso del té en todo momento.

### Teteras de acero inoxidable
Su material, el acero, es tan resistente que se pueden caer y darse muchos golpes sin que les suceda nada. Su diseño es totalmente diferente y no se parecen nada a las teteras tradicionales. Si se busca algo rompedor o moderno, estas teteras son ideales.

### Teteras de barro
El material con el cual están hechas estas teteras es un poco especial. Tiene una peculiaridad y es que el barro es muy poroso, por lo que se quedan los olores y los sabores que se vayan utilizando. Esto para muchos amantes del té es algo bueno, ya que utilizan una tetera de barro para cada sabor.